# На прекрасному блакитному Дунаї
«На прекрасному блакитному Дунаї» (нім. An der schönen blauen Donau) — один з найвідоміших класичних музичних творів, вальс Йоганна Штрауса-сина, написаний у 1866 році.
Традиційно виконується на Новорічному концерті Віденського філармонічного оркестру і має статус неофіційного гімну Австрії.

## Інформація
Спочатку вальс був написаний для Віденського хорового товариства (нім. Wiener Männergesangverein). Слова на музику написав поет хорового товариства Йозеф Вайль. Прем'єра відбулася 15 лютого 1867 року в палаці Думбія і зустріла прохолодний прийом у віденської публіки. Після концерту Штраус сказав: «Чорт з ним, з вальсом, а ось коду мені шкода — я б хотів її успіху» («Den Walzer mag der Teufel holen, nur um die Coda tut's mir leid — der hätt 'ich einen Erfolg gewünscht»).
Другий раз Штраус представив чисто інструментальну версію вальсу в 1867 році на Всесвітній виставці в Парижі, і цей виступ мав величезний успіх. Вальс був виданий мільйонним тиражем.
Нинішній канонічний текст до вальсу написав німецький поет Франц фон Ґернерт не раніше 1890 року.

## Переклад українською
Українська поетеса і перекладачка Тетяна Череп-Пероганич переклала з російської цей інструментальний твір для голосу (слова невідомого автора) з концертно-камерного репертуару Євгенії Мірошниченко. Цей переклад увійшов до видання «Душа – се конвалія ніжна…», що вийшло друком в 2021.